# 萨尔珀冬
萨尔珀冬（英語：Sarpedon）古希腊神话人物之一，特洛伊战争的吕西亚英雄。宙斯与欧罗巴或拉俄达弥亚之子，与被赫拉克勒斯射杀的波塞冬之子以及宙斯与Lardane之子同名。

### 宙斯与欧罗巴之子
宙斯与欧罗巴之子米诺斯、拉达曼迪斯和萨尔珀冬三兄弟同时爱上了一个非常漂亮的名叫米利都的男孩，并为此争吵了起来。后来米利都选择了萨尔珀冬。米诺斯怀恨在心，一个人独占了整个克里特岛。萨尔珀冬和情人米利都逃到了吕西亚。米利都在吕西亚建立了一座以他的名字命名的城市，即米利都。

### 宙斯与拉俄达弥亚之子
荷马在《伊利亚特》里说西西弗斯生了一个儿子，取名为格劳科斯，后者又生了一个儿子，便是英武的柏勒罗丰，他在吕西亚娶妻生子。美丽的妻子为他生下了三个孩子，他们是伊桑得罗斯、希波洛科斯和拉俄达弥亚。足智多谋的宙斯与拉俄达弥亚结合，生下了天神般的披铜甲的萨尔珀冬。萨尔珀冬带领兵士帮助特洛伊抵抗希腊联军，最后在與帕特羅克洛斯的对决中身亡。萨尔珀冬死之前，宙斯曾经想下界救他，但被天后赫拉阻止，她说如果宙斯去救萨尔珀冬，那么所有神祇都会下界参与特洛伊战争。非常值得注意的是，在其它一些神话中提到过另一位萨尔珀冬（宙斯与欧罗巴之子）的故事，他因与兄长、克里特国王米诺斯争权失败而被迫流亡吕基亚，并在那里建立了一个王朝。古代人经常把这两个萨尔珀冬相混同。这些神话可能暗示了克里特文明与吕西亚（或安纳托利亚）之间的某种未知联系。

## 扩展阅读
- Myth Index - Sarpedon （页面存档备份，存于）
- Marie Delcourt, "The legend of Sarpedon and the Saga of the Archer", History οf Religion, 2 (1962:33-51).